# Zamach stanu w Liechtensteinie
Zamach stanu w Liechtensteinie – niezgodna z konstytucją zmiana rządu w Liechtensteinie, która miała miejsce tuż przed zakończeniem I wojny światowej, w 1918 roku. Głównym celem zamachu było zerwanie zależności księstwa od upadających Austro-Węgier i zwiększenie udziału mieszkańców Liechtensteinu w rządzeniu księstwem.

## Tło
Przez zdecydowaną większość XIX wieku Księstwo Liechtensteinu było zależne od monarchii Habsburgów. Państwa te posiadały wspólną walutę, podpisana została unia celna i pocztowa, wyższe instancje wymiaru sprawiedliwości księstwa znajdowały się w miastach austriackich. Stan ten utrzymywała konstytucja z 1862 roku, która obowiązywała bez przeszkód do wybuchu I wojny światowej. 
Sytuacja zmieniła się w wyniku konfliktu. Liechtenstein ogłosił neutralność, nie była ona jednak oczywista dla państw Ententy, ze względu na związek księstwa z Austro-Węgrami i udział indywidualnych obywateli w wojnie po ich stronie. Wyraziło się to na przykład internowaniem obywateli księstwa w Wielkiej Brytanii i Francji. Dotkliwie odczuwalny był spadek wartości austriackiej waluty, która obowiązywała również w Liechtensteinie. Potrzeba zerwania zależności nabrała znaczenia w 1918 roku, w obliczu porażki państw centralnych. 
Alternatywą dla Austrii była Szwajcaria. Dzięki dostawom mąki z tego państwa księstwo uniknęło głodu. Założona w 1918 Chrześcijańsko-Społeczna Partia Ludowa postulowała zmianę orientacji zagranicznej państwa. Za pozostaniem w ścisłym związku z Austrią opowiadała się Postępowa Partia Obywatelska. Obie partie polityczne wykorzystywały hasło „Liechtenstein dla mieszkańców Liechtensteinu”. Wynikało to z faktu, iż rząd składał się z obcokrajowców – premierem był austriacki baron Leopold von Imhof. 
W 1918 roku, w powyższych okolicznościach odbyły się wybory parlamentarne. Po raz pierwszy były to wybory bezpośrednie, z udziałem partii politycznych. Wilhelm Beck z Partii Ludowej (niem. Volkspartei) został 30 października mianowany sekretarzem Landtagu.

## Przebieg
Po kilku sesjach nowego parlamentu von Imhof złożył dymisję z funkcji premiera. Powstały wakat wypełniono Tymczasowym Komitetem Rządzącym. Decyzja ta została podjęta przez wszystkich 12 wybieralnych członków zgromadzenia. Przeciwnych było trzech deputowanych nominowanych przez księcia, nieskuteczne okazały się próby opóźnienia dymisji podejmowane przez Jana Baptystę Rittera. Działanie parlamentu było niekonstytucyjne – uprawnienia do dymisjonowania i wyznaczania premiera posiadał jedynie książę. Przewodniczącym Komitetu został Martin Ritter, który nie został wybrany na deputowanego. W jej skład wchodzili ponadto Wilhelm Beck oraz Emil Batliner, zastąpiony 10 listopada przez Józefa Marxera. Wiadomość o wydarzeniach została opublikowana 8 listopada przez organ prasowy Partii Ludowej – „Liechtensteiner Volksblatt”.

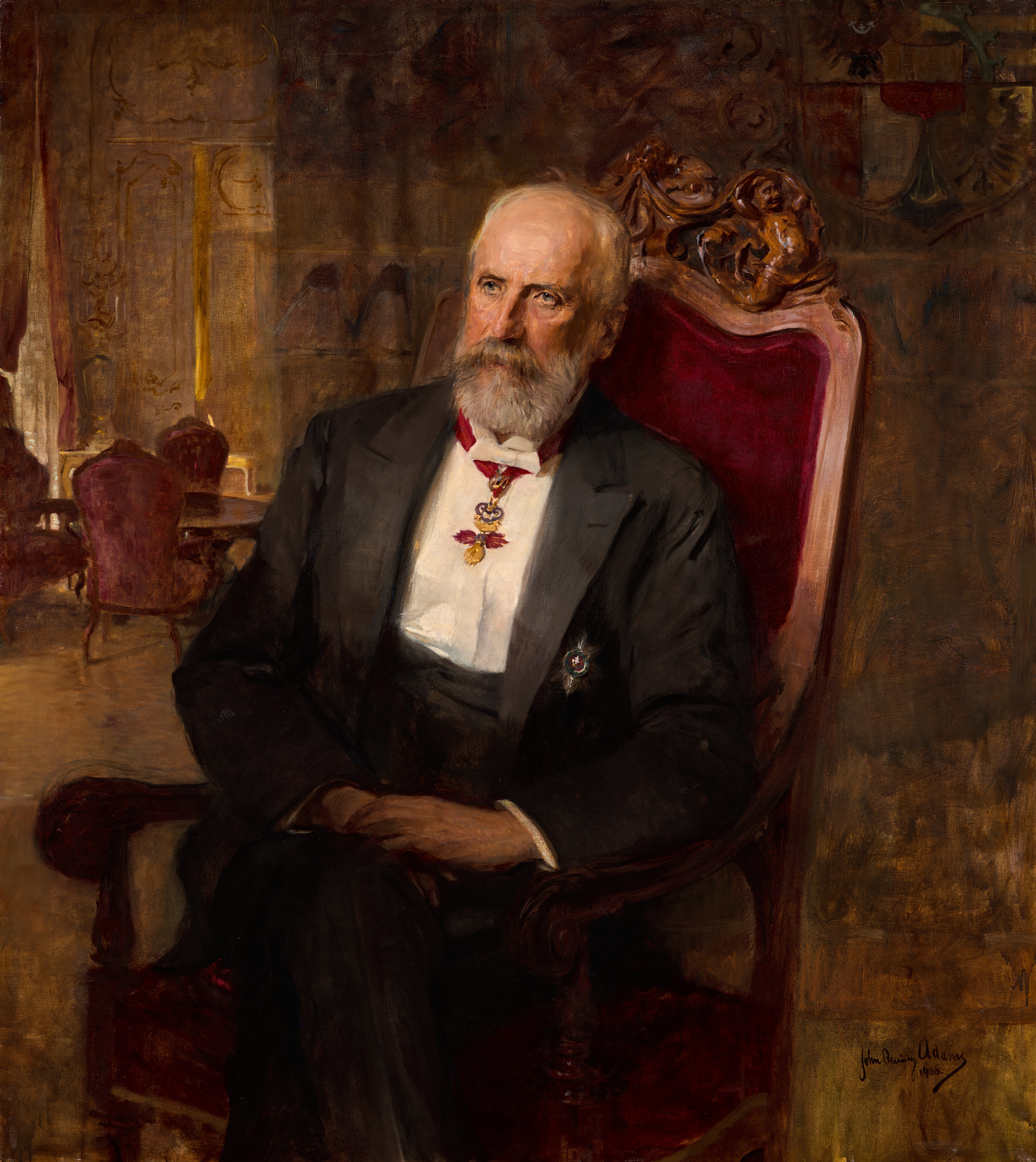
Książę Liechtensteinu Jan II Dobry.

Tymczasowy Komitet Rządzący nie zamierzał zrywać z monarchią, już sama jego proklamacja kończyła się zdaniem „Niech książę i ojczyzna żyją długo”. Książę Jan II cieszył się powszechnym szacunkiem w państwie, którym władał od 60 lat. Sam monarcha przebywał w Wiedniu, gdzie na własne oczy mógł obserwować przechodzenie władzy w ręce robotników i żołnierzy. Oznaczało to, że nie mógł liczyć na swoich tradycyjnych sojuszników w zaprowadzeniu porządku (co nie oznacza, iż tego właśnie by chciał). Wyrazem zaangażowania w sprawy państwowe był telegram nadany przez jego kancelarię do pełniącego funkcję przewodniczącego Landtagu Alberta Schädlera:

Jego Wysokość z rezerwą przyjął fakt, że władzę w kraju przejął komitet. Oficjalne decyzje w sprawie komitetu nastąpią.

Schädler udał się do Wiednia na rozmowy. Została podjęta decyzja o mianowaniu na funkcję premiera siostrzeńca Jana II, księcia Karola Alojzego. Informacja o tym ukazała się w „Liechtensteiner Volksblatt” 6 grudnia, zaś trzy dni później Landtag udzielił mu wotum zaufania. Oficjalna nominacja nadeszła 19 grudnia. W celu sporządzenia nowej konstytucji 17 grudnia 1918 roku został wybrany Komitet Konstytucyjny, który wraz z delegatami księcia miał opracować nową ustawę zasadniczą.

## Konsekwencje
Rezultatem zamachu stanu była reorientacja polityki zagranicznej z upadającego mocarstwa Austro-Węgier na Szwajcarię. Dzięki temu państwo zostało ostatecznie zaakceptowane jako neutralne, co pozwoliło zaoszczędzić mu części negatywnych następstw przegranej państw centralnych. Nowa konstytucja została zaakceptowana przez radę 24 sierpnia 1921 roku i opublikowana w dzień urodzin księcia, 5 października.